# Lissonota leucogenys
Lissonota leucogenys är en stekelart som beskrevs av Henry Keith Townes, Jr. 1978. Lissonota leucogenys ingår i släktet Lissonota och familjen brokparasitsteklar. Inga underarter finns listade i Catalogue of Life.